# Luiz Felipe Scolari
Luiz Felipe Scolari (1948. november 9. Passo Fundo, Rio Grande do Sul, Brazília    –)
brazil–olasz labdarúgó, labdarúgóedző. Korábban a brazil, valamint a portugál válogatott szövetségi kapitánya is volt, Brazíliával világbajnoki címet nyert 2002-ben.

## Pályafutása

### Pályafutása labdarúgóként
Játékosként nem futott be nagy karriert, mivel soha nem tudott kilépni apja – Benjamin Scolari – árnyékából, aki az 1940-es években a Rio Grande do Sul állam egyik legjobb védője volt.
Luiz Felipe Scolari 1961–1981 között a SER Caxias do Sul, a Juventude, az EC Novo Hamburgo és a CS Alagoano játékosa volt.

### Pályafutása edzőként

#### Alagoano
1982-ben a CS Alagoano kispadján ülhetett először edzőként. Ezután több brazil csapatnál dolgozott számottevő eredmény nélkül.

#### al-Kadiszíja
Két ízben edzette itt az al-Kadiszíja csapatát amellyel 1989-ben kuvaiti kupa-győztes lett.

#### Criciúma
Az első igazi sikerét  1991-ben érte el, amikor brazil kupagyőztes lett a csapatával.

#### Grêmio
Grêmioval 1994-ben országos kupát, 1995-ben Libertadores kupát, 1996-ban bajnoki címet nyert a csapattal, de az Ajax ellen elbukták az interkontinentális kupát.

#### Palmeiras
A Palmeiras csapatával is több kupát nyert: Mercosur-kupát, Libertadores-kupát, de a Manchester United meghiúsította hogy végre elhódítsa az interkontinentális kupát.

#### Kuvait
Kuvait nemzeti válogatottjával 1990-ben perzsa-öbölbeli nemzetek kupája-győztes lett.

#### Brazília
Luiz Felipe Scolari 2001 júniusában lett brazil szövetségi kapitány. A Felipaónak becézett szakember mindig is a kemény, jól megszervezett védekezés híve volt. Már ezzel kivívta néhány ember ellenszenvét Brazíliában, és amikor kihagyta Romáriót a világbajnokságra utazó brazil keretből, az egész ország megharagudott rá. Az idő és világbajnoki aranyérem végül őt igazolta. 2012 november 29-én ismét őt nevezték ki a brazil válogatott szövetségi kapitányának.

#### Portugália
2003-ban vette át portugál labdarúgó-válogatott irányítását, amellyel 2004-ben ezüstérmes lett a labdarúgó-Európa-bajnokságon, majd két évvel később negyedik helyen zárt a világbajnokságon.

#### Chelsea
2008 júniusában jelentették be, hogy Scolari a Chelsea FC vezetőedzője lesz. A debütálása jól sikerült a Premier League-ben, csapata 4-0-s győzelemmel nyitott a Portsmouth ellen. Később jelentősen gyengült a csapat játéka, október 26-án a Liverpool elleni 1-0-s vereség lezárta a Chelsea 86 hazai mérkőzés óta tartó veretlenségi sorozatát, novemberben a csapat kiesett a Ligakupa 4. fordulójában a másodosztályú Burnley ellen, tizenegyes-párbajban, majd egy súlyos, 3-0-s vereség a MU elleni rangadón. 2009. február 9-én a klub vezetősége menesztette az újonc Hull City elleni 0-0-s döntetlen után.

## Sikerei, díjai

### Klubcsapatokkal
CSA
- Campeonato Alagoano győztes: 1982

al-Kadiszíja
- Kuvaiti kupagyőztes: 1989

Criciúma
- Copa do Brazil győztes: 1991

Grêmio
- Campeonato Gaúcho győztes: 1987, 1995, 1996
- Libertadores-kupa-győztes: 1995
- Brazil bajnok: 1996
- Recopa Sudamericana győztes: 1996
- Interkontinentális kupa ezüstérmes: 1995

Palmeiras
- Copa do Brazil győztes: 1998
- Mercosur-kupa-győztes: 1998
- Libertadores-kupa győztes: 1999
- Torneio Rio-São Paulo győztes: 2000
- Interkontinentális kupa ezüstérmes: 1999
- Brazil országos bajnok : 2018[1]

Cruzeiro
- Copa Sul-Minas győztes: 2001

### Válogatottakkal
Kuvait
- Gulf kupa győztes – 1990

 Brazília
- Világbajnok – 2002
- Világbajnokság, negyedik hely – 2014

 Portugália
- Európa-bajnokság, ezüstérmes – 2004
- Világbajnokság, negyedik hely – 2006

Ezenkívül két Vb-rekordot tart, ő az első tréner aki két egymást követő világbajnokságon két különböző nemzettel a legjobb négy közé tudott jutni, valamint két egymást követő világbajnokságon 12 győzelmet sem ért még el senki.